# Plínio Brasil Milano
Plínio Brasil Milano (Alegrete, 7 de outubro de 1908 — Montevidéu, 22 de dezembro de 1944) foi um advogado e delegado de polícia brasileiro, atuante em Porto Alegre, capital gaúcha.
Diplomado pela Faculdade de Direito de Porto Alegre, em 1932, foi um dos principais colaboradores na reorganização do aparelho policial do Rio Grande do Sul. Criou o primeiro serviço de contraespionagem do país, que desmantelou uma rede de espionagem nazista, o que lhe rendeu atenção internacional. Fundou a Biblioteca da Polícia Civil, um jornal, entre outros.
Designado "Patrono da Polícia Civil", através da Lei nº 7.829, de 29 de novembro de 1983, deu seu nome a uma avenida em Porto Alegre.